# بلح البحر الشعري
بلح البحر الشعري (الاسم العلمي:Mytilus pilosus) هو نوع من الحيوانات يتبع جنس بلح البحر من فصيلة بلحيات البحر البحرية.